# Венесуэла на летних Олимпийских играх 1972
Венесуэла принимала участие в Летних Олимпийских играх 1972 года в Мюнхене (ФРГ) в седьмой раз за свою историю, но не завоевала ни одной медали. Сборную страны представляли 3 женщины.